# In His Own Write
In His Own Write é um livro de literatura nonsense escrito por John Lennon e publicado originalmente em 23 de março de 1964. É composto de histórias e poemas curtos, desenhos de rabisco, com elementos de surrealismo. Este livro foi o primeiro projeto solo de um membro dos Beatles em qualquer tipo de mídia. Foi sucedido pelo livro A Spaniard in the Works, de 1965.